# 清华大学图书馆
清华大学图书馆是清華大學的大學圖書館系統，由总馆和六個專業圖書館組成，总馆建築可分为老馆、逸夫馆（西馆）和李文正馆（北館）。，六個專業圖書館分別為经管、建筑、法律、人文、美术、金融图书馆，总建筑面积7.1万平方公尺，阅览座位4300余席。預計2023年昌平远程书库將完工投入使用。
截止2023年底，清华大学图书馆的实体馆藏总量约597万册（件），其中古籍线装书22.25万册；期刊合订本约64.58万册，年订购印刷型中外文报刊1747种，本校研究生论文17.56万篇，缩微资料2.82万种，各类数据库943个，电子期刊18.06万种，电子图书958.16万册，电子版学位论文1399.84万篇。

## 历史
1911年，清华学堂成立，在教务内设图书馆经理员管理学堂公有图书。1912年，清华学堂改建为清华学校，建立小型图书室，称为「清华学校图书室」。
图书馆于1916年始建，1919年竣工（现老馆东部），更名为清华学校图书馆，面积2114.44平方米，是清华大學早期四大建筑之一。1928年，图书馆改称“国立清华大学图书馆”。1930年，图书馆在罗家伦校长主持下第二次扩建，由杨廷宝设计，并于1931年竣工。图书馆二期面积达7700平方米。始建于1916年。
1937年，日军占领清华园，将图书馆用做伤病医院，第一阅览室改造为外科病房，书库改造为手术室，图书馆惨遭破坏。清华与北大、南开南迁至长沙，图书馆随校南迁，与北平图书馆合组为长沙临时大学图书馆。1938年，随校迁往西南联大，西南联大图书馆于1939年建成，有大阅览室一间，书库一座，办公室四间，期刊阅览室一间，期刊库一间。日军战机轰炸联大后，大量书籍遭到焚毁。战后，图书馆开始接收工作，清华图书馆恢复。
1952年院系调整，部分文、理科和工程技术资料随调离院系调拨出去，至1958年共向外校调拨图书18万余册。但所幸的是馆藏中30万册珍贵古籍善本及甲骨文、青铜器等一批珍贵文物，在时任校长蒋南翔的指示下被保留了下来。院系调整后，图书馆主要采集工科类图书和马列主义著作、进步文艺作品。至1965年，馆藏发展到135万余册，经费为23.5万元。
由于日伪期间“图书馆”三字被拆除，1954至1955年间，郭沫若为图书馆题字。
文革期间，图书馆工作受到严重影响，部分馆员被送往江西农场劳动改造。图书馆经费大大压缩，采购经费仅有4.7万，许多珍贵书刊停购，造成了无法弥补的损失。万幸的是，由于全校广大师生员工和图书馆工作人员的尽力保护，使既有馆藏没有受到大的损失。

## 总馆

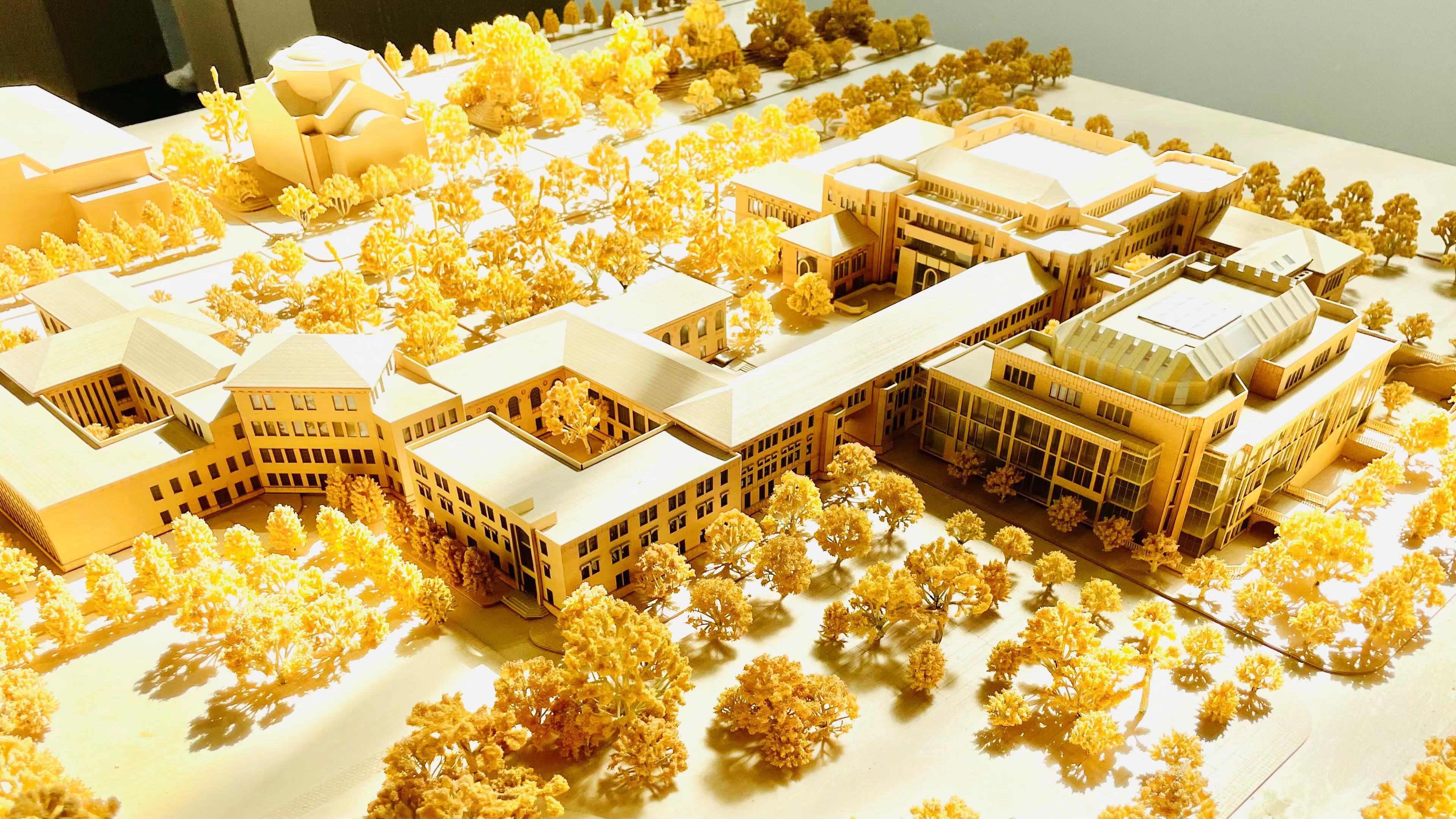
總館一至四期建築沙盘

总馆分为老馆、西馆和北馆三个部分。老馆东部为图书馆一期建筑，1930年老馆扩建，为二期建筑。1991年建成的西馆与2016年建成的北馆则分别为三期和四期建筑。

### 老馆

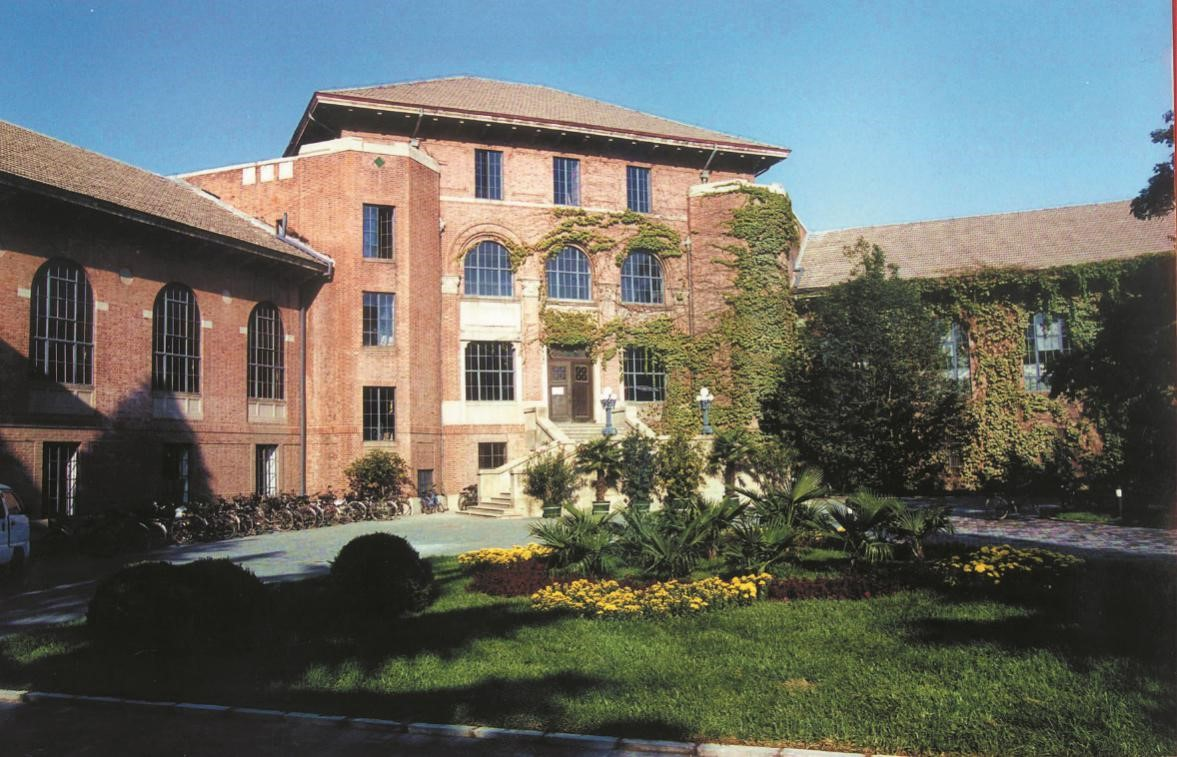
图书馆老馆

图书馆于1916年始建，1919年竣工（现老馆东部）。1931年扩充，分为中、东、西三部分，主体部分为四层建筑，另有三层建筑新旧书库。
东部由美国建筑师墨菲设计，為一期工程，泰来洋行承建，1919年3月竣工，建筑面积2114平方米，造價17.5萬元。圖書館一期為西洋古典風格，其立面樸素典雅、二層有通高的圓拱券窗，地面采用软木与花岗岩。
中西部、东后部书库由校友杨廷宝设计，為圖書館二期工程，1930年3月开工，由協順牧廠施工，1931年11月落成，建筑面积5586平方米，造價25.7萬元。于右任手书正门匾额“图书馆”。杨廷宝將一期圖書館按90度角完全複製到西北角，兩者相交處為圖書館出入口，使得一、二期完美的聯繫起來、渾然一體。主要采用意大利大理石贴面，装潢华美。
2001年，清华图书馆老馆作为“清华大学早期建筑”的一部分被列为全国重点文物保护单位，序号5-476。2016年被列入為“首批中国20世纪建筑遗产”。
2021年5月14日，清华大学图书馆老馆设立“杨振宁资料室”，以保管和展示杨振宁无偿捐赠的图书、文章手稿、来往书信、影像资料，以及字画和雕像等艺术品（共计2000余件/册）。

### 西馆（逸夫馆）
清华大学图书馆新馆1991年9月建成，后命名为「逸夫馆」。

### 北馆（李文正馆）

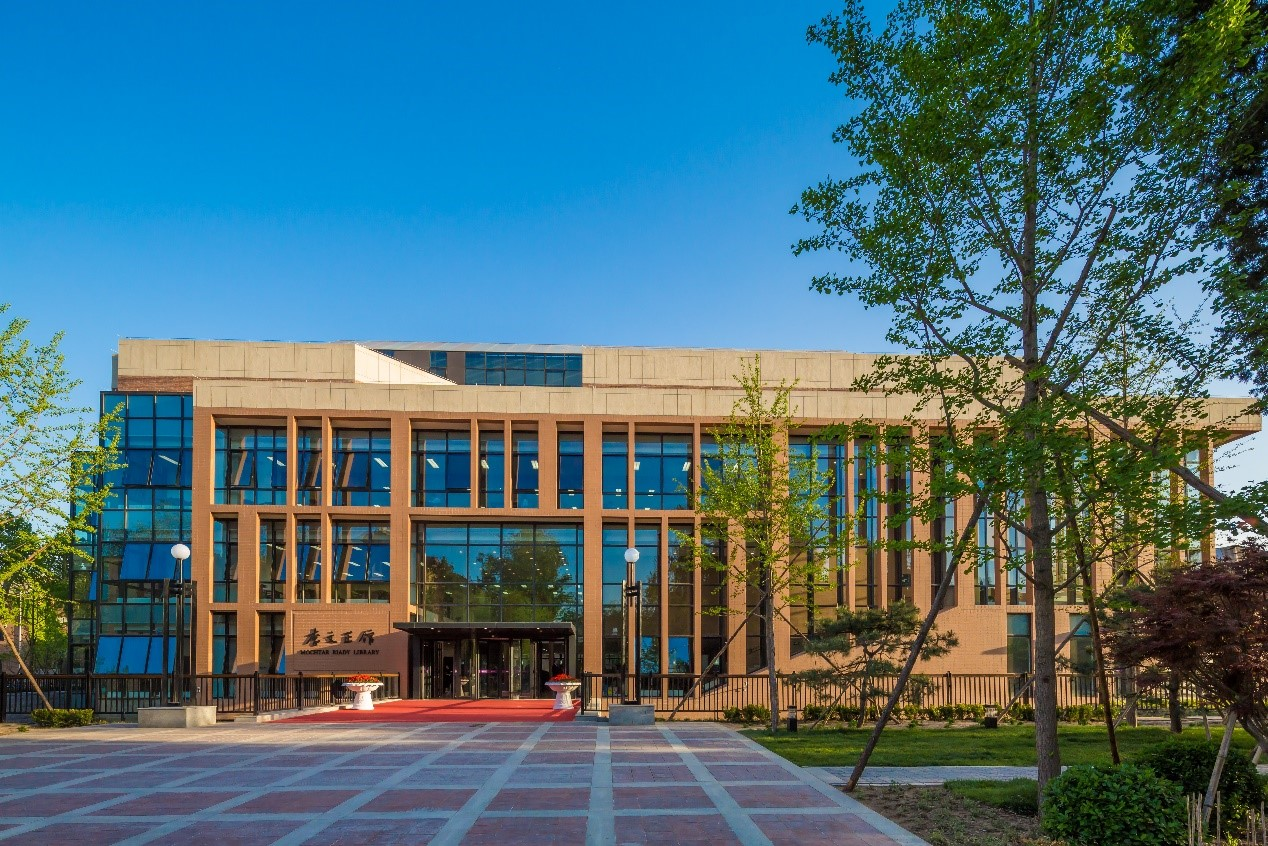
图书馆北馆

清华大学图书馆北馆由印尼华商李文正捐助，由中国工程院院士、清华大学建筑学院教授关肇邺负责设计。该馆于2011年4月奠基，2013年12月工程正式启动。李文正馆南接清华大学图书馆三期（逸夫楼），西邻西大操场，北望新斋，东向与图书馆三期共同围合成“L”型入口庭院，用地面积10600平方米，总建筑面积15,938平方米，地上5层、地下2层。 

## 分馆

### 凯风人文社科图书馆（文科馆）

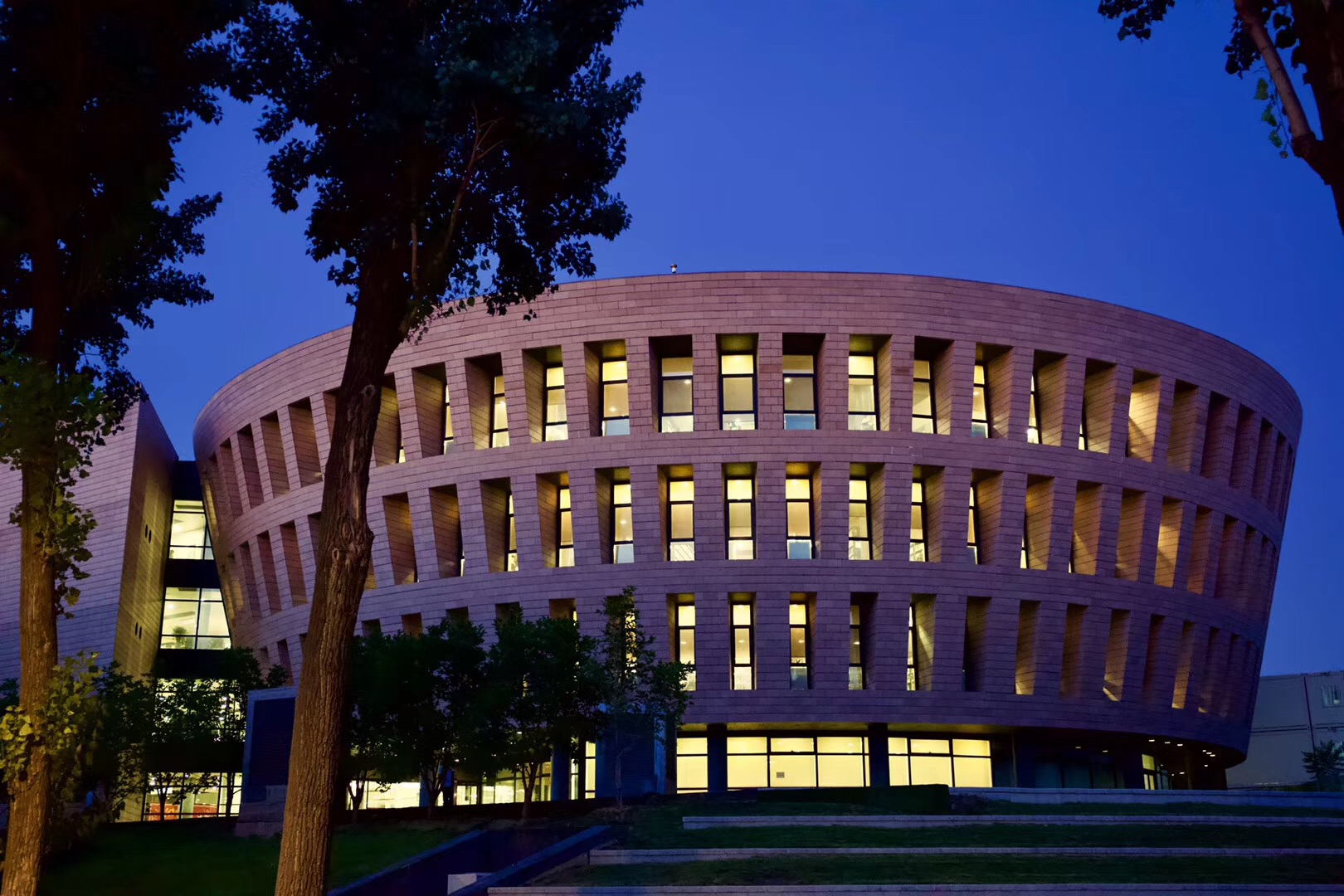
人文社科圖書館

人文社科图书馆于2011年4月百年校庆期间正式落成并投入运行，面向全校读者开放。文科图书馆由瑞士著名建筑师马里奥·博塔和中国建筑科学研究院联合设计，坐落于清华大学教学核心区。文科图书馆整个建筑形如一把钥匙，总建筑面积20,000平方米，共7层，提供各类座位合计900余席。
文科图书馆馆藏以中外文人文社科类图书和期刊为主，实体馆藏总量约百万余册。馆藏文献中，除常规书刊外，还集中收藏重要的经典文献和参考工具书，以及专题馆藏，如地方志文献、任继愈冯钟芸先生赠书、美国波士顿大学罗伯特•科恩教授赠书、日本东北大学服部文男先生赠书、爱泼斯坦先生赠书、诺贝尔文学奖获得者作品等。主要馆藏文献按照学科分类体系不分语种混合排列，开架借阅。

### 胡宝星法律图书馆（法图）

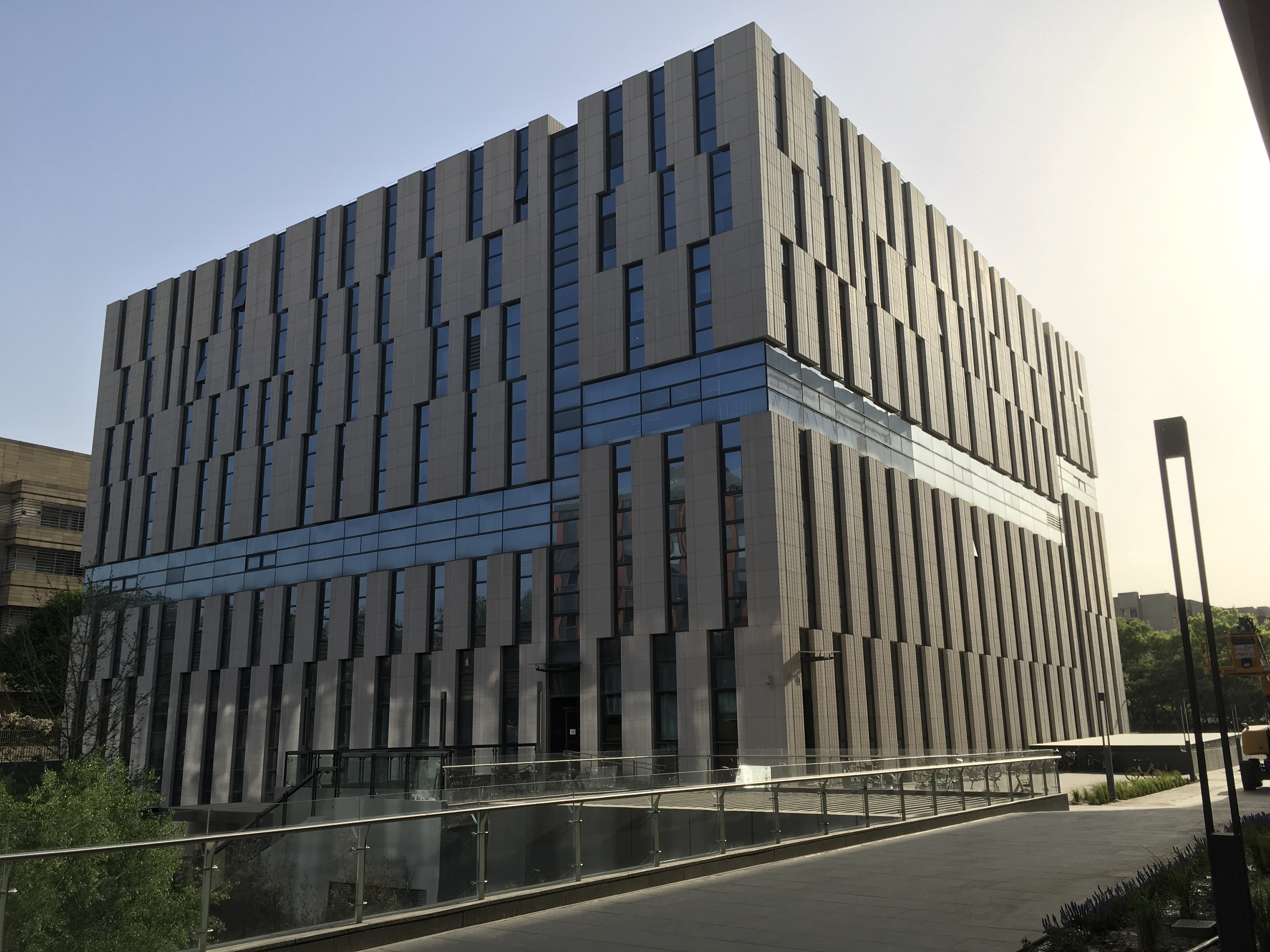
法律图书馆楼

1995年清华大学法律学系复系时，即开始筹建法律图书馆。1999年，位于法学院院馆明理楼的法律图书馆正式启用，首任馆长为法学院王晨光教授。法律图书馆由香港律师胡宝星捐资建设，2014年5月8日被命名为“清华大学胡宝星法律图书馆”。
2019年5月29日，法律图书馆迁入法律图书馆楼（也称廖凯原楼或明法楼），图书馆区位于二至四樓，建筑面积约10000平方米。法律图书馆楼外立面的石材覆层呈垂直条状，仿佛是中国经典的竹卷书简。建筑整体令人联想到传统的雕版印刷和印章这些与书籍、秩序和法律紧密相连的形象。
截止到2021年底，法律图书馆拥有馆藏资源21万余册，同时订阅多个法律专业数据库，拥有德文、日文法律典籍等特色馆藏。馆内阅览座位600余席，单人研读间12个，提供自助文印、自助借还、参考咨询等服务。

### 美术图书馆

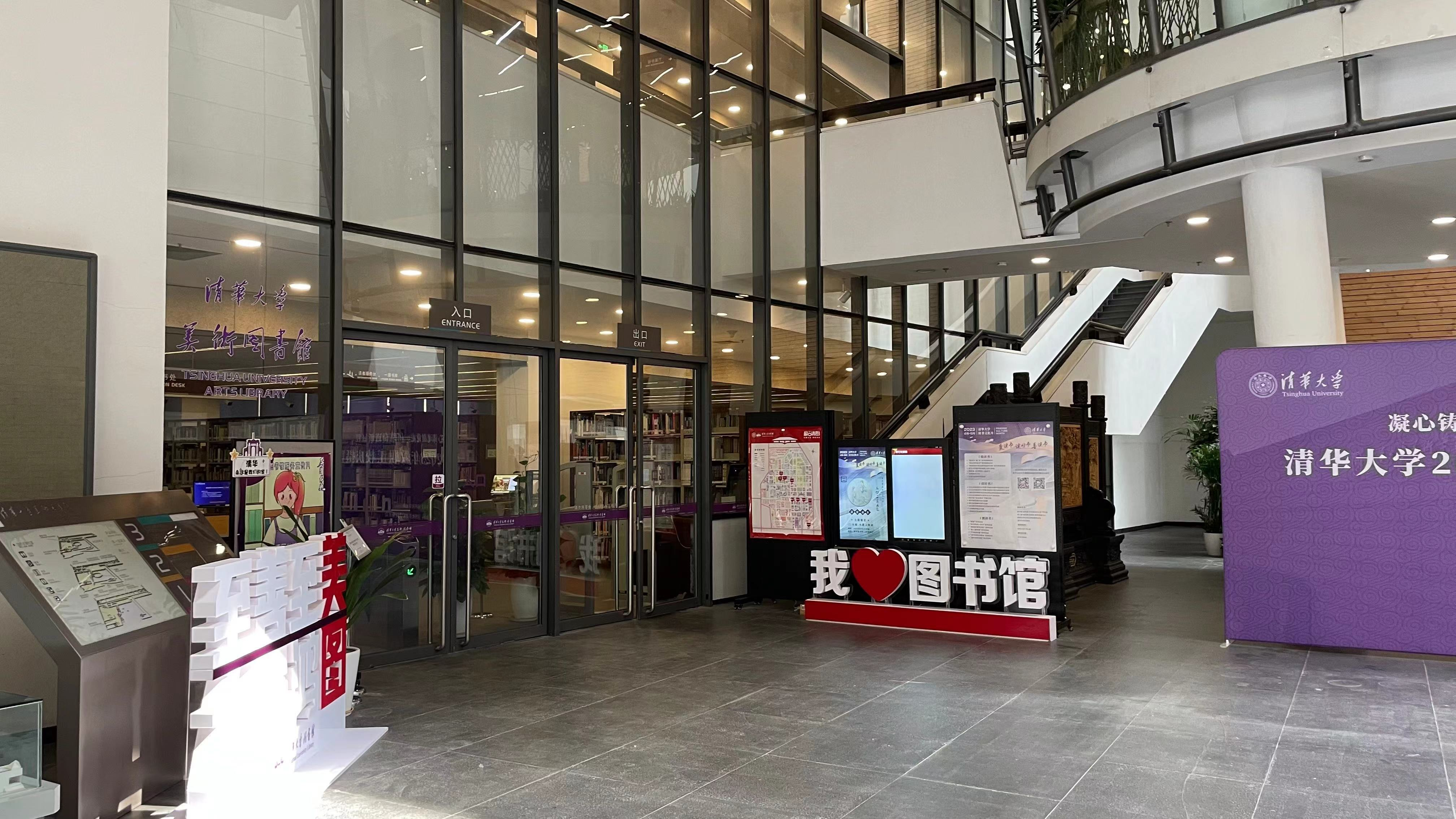
美术图书馆

清华大学美术图书馆前身为中央工艺美术学院图书馆，始建于1956年。1999年学院并入清华大学，图书馆随之更名为清华大学美术图书馆。2005年10月，图书馆迁入清华园校区，面向全校师生提供文献借阅综合服务。
美术图书馆位于美术学院大楼A区一至三层，馆舍总面积3000平方米，有近200个阅览座位，馆藏图书25万余册，中外文合订刊千余种，约2.3万册，现刊300余种，报纸近10种，艺术类专业数据库近20种，中国历代书画、壁画、西方油画等多种类型的高仿真书画资源近千幅。馆藏文献中的《纂组英华》、《东瀛珠光》、《四部丛刊》、《古今图书集成》等书籍尤为珍贵。

### 经管图书馆
清华经管学院图书情报中心成立于1985年，是清华大学图书馆系统中最早建立的研究型专业图书馆，现有中文图书10万余册，西文图书1万余册；每年订购400余种高水平的中外文专业期刊，基本涵盖经管学院核定的核心期刊品种。经管图书馆主要为经管学院师生提供服务，同时也为清华大学其他院系读者提供服务。
经管图书馆最初只是一个规模较小的系资料室，之后随经管学院辗转于9003大楼、文南楼等处。1997年迁入伟伦楼时，总面积已从最初的50平方米扩大到1000平方米。2002年底迁至舜德楼二层、三层中段，总建筑面积保持不变，综合阅览室和书库共为读者全体馆员提供座位100席。2022年末，经管分馆搬迁至建华楼A501。

### 金融图书馆
金融图书馆位于清华大学五道口金融学院，其馆舍由两个部分组成：开架借阅区和地下书库，总面积约1200平方米，设计馆藏容量11万册，可提供阅览座位约100个。

### 建筑图书馆
建筑图书馆前身为1946年梁思成先生创立国立清华大学建筑系时所成立的图书室，经过几十年的建设和发展，建筑图书馆的藏书和订阅期刊的数量与质量在全国同类建筑院系中均名列前茅，是国内重要的建筑专业图书信息中心。建筑图书馆现位于建筑馆三楼，全馆拥有中外文图书约7万多册，图书种类以建筑、景观与城市规划为主，另藏有相当数量的哲学、历史、艺术等相关人文学科的书籍，其中包括部分珍贵的线装善本书及样式雷图纸、烫样等。

### 音乐馆

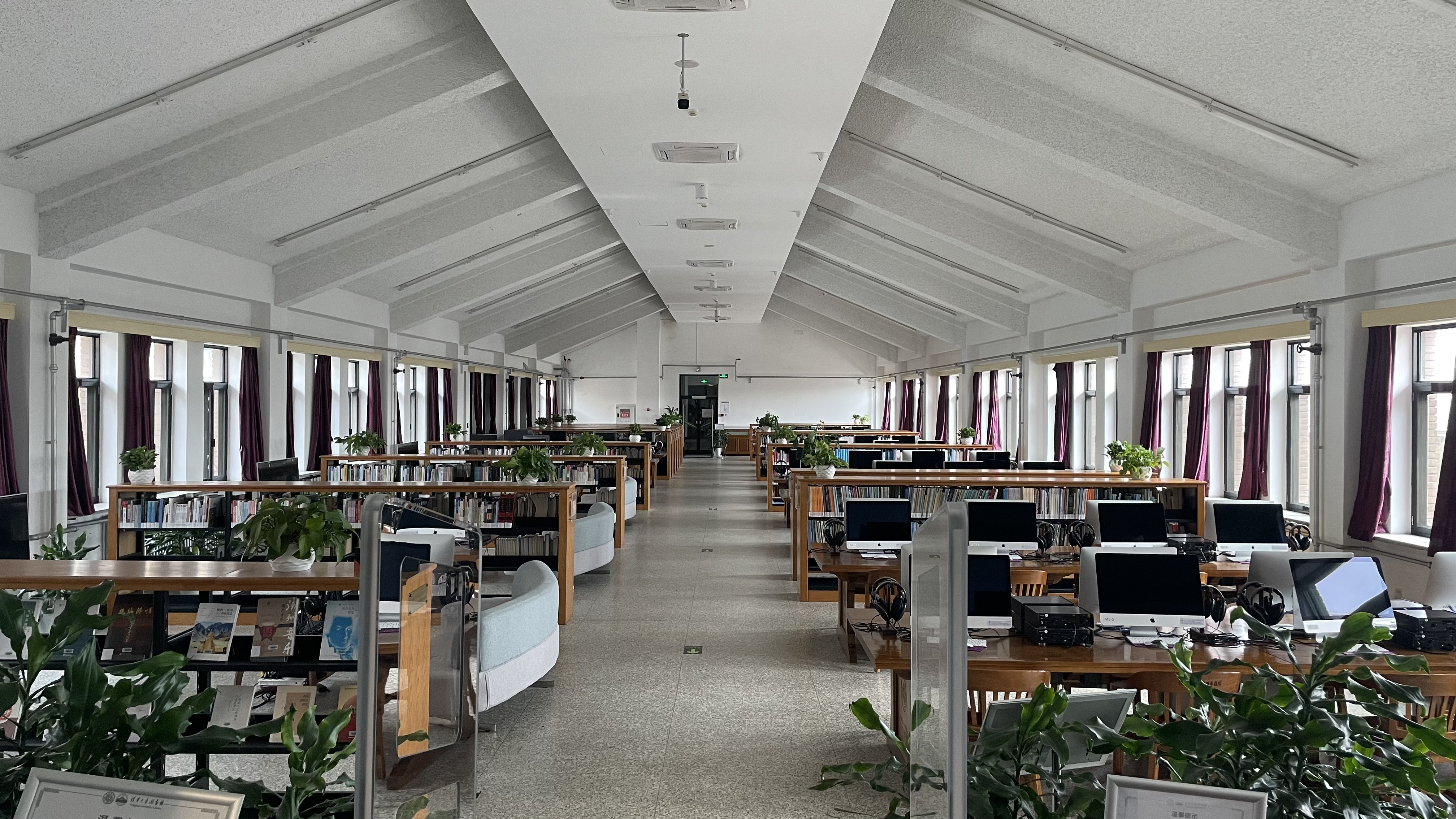
家麟音乐图书馆

音乐馆位于图书馆西馆三层。2017年，学校批准由校图书馆建设音乐图书馆。军乐队老队友龚家麟先生捐资建成的原艺教中心“家麟音乐图书馆”光盘和图书资源移交校图书馆，并保留“家麟音乐图书馆”名称。音乐馆综合区面积约500平方米，100个座位，提供静音电脑、音频解码器、高品质耳机、液晶电视等设备，为读者提供高清无损音乐赏析、多媒体电子阅览、团体音乐视听、音乐图书阅览等服务。
音乐讲堂面积220平方米，座位63席，配备HiFi音响和钢琴，可放映各类音乐的音视频，举办音乐讲座、小型音乐会等。此外音乐馆共有两个音乐研讨间。高山音乐研讨间面积为75平方米，配备环绕声音响，可供5~18人同时使用。流水音乐研讨间面积为50平方米，配备有立体声音响，可供3~9人同时使用。

### 其它
除上述专业图书馆外，一些院系也设有规模较小的图书馆，如数学系图书馆、李文达医学与生命科学图书馆、苏世民书院图书馆、国际与地区研究院图书馆。其中一些院系的图书馆只对本院系师生开放。

## 库藏
到2023年底，图书馆的馆藏597万册（件），以自然科学和工程技术科学文献为主，兼有人文、社会科学及管理科学文献。
- 古籍线装书22.25万册
- 期刊合订本64.58万册
- 年订购纸质中文报刊1747余种
- 该校博、硕士论文17.56万余篇
- 缩微资料2.82万种
- 各类电子数据库943个
- 中外文全文电子期刊18.06万余种
- 中外文电子书958.16万册
- 电子版学位论文1399.84万篇

## 设施
图书馆内每层均设有电梯，馆内已实现无障碍通行，各层卫生间均有无障碍设施。图书馆区域内有校园无线网服务，上网需要网络账号登录，网络账号需要向清华大学信息化技术中心申请。 图书馆配备了便民服务箱，包括常用文具、外用药品和日常用品供读者应急使用。图书馆配备了4台AED设备，供紧急情况下使用。
图书馆内设有自助还书机、自助借书机和自助图书杀菌机供读者使用。此外，图书馆提供自助文印服务。

### 北馆（李文正馆）
| G层  | 邺架轩24小时阅读体验中心、古籍阅览室                                                             |
| 一层 | 总服务台、专题图书借阅区、自助还书机、自助借书机、彩色打印机、图书杀菌机、仰望咖啡厅、自助售货机 |
| 二层 | 中文人文社科图书借阅区A、B、C、D、E、G 、Z类                                                     |
| 三层 | 中文人文社科图书借阅区H、I、J类                                                                  |
| 四层 | 中文人文社科图书借阅区F类                                                                        |
| 五层 | 中文人文社科图书借阅区K类                                                                        |

### 西馆（逸夫馆）
| 一层 | 科技查新、检索证明服务（代检代查）、娱乐类科普类期刊及报纸阅览区 |
| 二层 | 中文科技图书借阅区、外文科技图书借阅区、工具书阅览区             |
| 三层 | 外文过刊阅览区、音乐馆、从游空间                                 |
| 四层 | 电子化培训教室、学位论文阅览室、中文过刊阅览区                   |

### 老馆（部分开放）[39]
| 二层 | 老馆报刊库、老馆闭架库、社科库存本库、人文社科图书阅览室、科恩图书馆 |
| 三层 | 清华文库阅览室                                                       |

### 昌平远程书库
昌平远程书库位于清华大学昌平科研基地管理服务中心，建筑面积约1.6万平方米，预计2023年建成使用。